# چوپانوو
چوپانوو (به لاتین: Chupanovo) یک منطقهٔ مسکونی در روسیه است که در استان آرخانگلسک واقع شده‌است.